# HD 129893
HD 129893，又名CD-51 8457，SAO 241992、HR 5495，是一颗恒星，视星等为5.21，位于銀經320.2，銀緯6.57，其B1900.0坐标为赤經14h 40m 1.4s，赤緯-51° 6.57′ 37″。